# Samuel J. Friedman Theatre
Il Samuel J. Friedman Theatre, precedentemente noto come Biltmore Theatre, è un teatro di Broadway sito nel quartiere di Midtown Manhattan a New York.

## Storia
Il teatro, progettato da Herbert J. Krapp per l'impresario Irwin Chanin, fu aperto al pubblico il 7 dicembre 1925 con il nome di Biltmore Theatre. Al momento dell'apertura il teatro contava 903 posti, poi ridotti a 650, e l'edificio fu inaugurato con la commedia Easy Come Easy Go. Negli anni quaranta il teatro ospitò la prima statunitense di A porte chiuse di Sartre (1946) e il debutto de L'ereditiera. Dal 1952 al 1961 l'edificio fu affittato dalla CBS, che lo adibì a studio televisivo, mentre nel 1963, tornato alla sua funzione originale, il Biltmore Theatre ebbe in cartellone la prima della commedia di Neil Simon A piedi nudi nel parco. Cinque anni più tardi, nel 1968, il debutto a Broadway del rivoluzionario musical Hair avvenne proprio sulle scene del Biltmore, dove rimase fino al 1972 per un totale di oltre 1700 rappresentazioni. Nel 1987 gli interni furono distrutti da un incendio che si rivelò essere doloso e che causò la chiusura del teatro per quattordici anni.
Nel 1993 il Nederlander Organization acquistò il Biltmore e, dopo le opportune ristrutturazioni, riaprì il teatro al pubblico nel 2003. Negli anni successivi il Biltmore ospitò sia opere di prosa che musical, come il dramma Premio Pulitzer La tana del bianconiglio (2006) e LoveMusik (2007). Nel 2008 il teatro fu rinominato Samuel J. Friedman Theatre e, dopo essere stato ribattezzato, ospitò apprezzati allestimenti dei drammi Good People (2011), Master Class (2011), Venere in pelliccia (2011), Wit (2012), Constellations (2015), Il padre (2016), Le piccole volpi (2017), Santa Giovanna (2018), Choir Boy (2019) ed il dramma Premio Pulitzer How I Learned to Drive (2020).
Nel corso della sua storia, le scene del Friedman sono state calcate da importanti star internazionali come Jake Gyllenhaal, Frances McDormand, Mary-Louise Parker, Cynthia Nixon, Ruth Wilson, Tyne Daly, Frank Langella, Jeremy Pope, Laura Linney, Eileen Atkins, Jonathan Pryce e Jonny Lee Miller.